# Provincia di Kratié
La provincia di Kratié, detta anche di Kracheh, è una provincia nord-orientale della Cambogia con capoluogo l'omonima città di Kratié. Confina a nord con la provincia di Stung Treng, ad est con la provincia di Mondulkiri, a sud con il Vietnam e la Provincia di Tbong Khmum e ad ovest con le province di Kampong Cham e Kampong Thom.

## Storia
L'area di Kratié lungo il fiume Mekong fu una delle più densamente popolate dell'era pre-angkoriana.
Nel 1945 Lon Nol fu governatore della provincia.
Durante la guerra civile e l'invasione vietnamita, la provincia fu tetro di aspri combattimenti e dei bombardamenti statunitensi nell'ambito dell'Operazione MENU.
Il 30 dicembre 1978 l'esercito vietnamita prende la città di Kratié; la guerra civile continuò dopo la sconfitta di Pol Pot.

## Geografia fisica
La provincia di Kratié è caratterizzata da fitte foreste, che ricoprono all'incirca l'80% del territorio, e la popolazione si concentra lungo le rive del Mekong. In passato la via di comunicazione principale era il fiume, causa il pessimo stato delle strade, ma di recente la Strada Nazionale N.7 che l'attraversa da nord a sud e costituisce l'asse viario principale verso il Laos, è stata completamente rinnovata grazie a contributi cinesi.

## Geografia antropica

### Suddivisioni amministrative
La provincia è suddivisa in cinque distretti:
| Codice ISO | Distretto (in lingua khmer) | Nome distretto romanizzato |
| ---------- | --------------------------- | -------------------------- |
| 1001       | ស្រុកឆ្លូង                      | Chhloung                   |
| 1002       | ស្រុកក្រចេះ                      | Kratié                     |
| 1003       | ស្រុកព្រែកប្រសព្វ                 | Preaek Prasab              |
| 1004       | ស្រុកសំបូរ                      | Sambour                    |
| 1005       | ស្រុកស្នួល                      | Snuol                      |